# グロリア・ゲイナー
グロリア・ゲイナー（Gloria Gaynor、1943年9月7日 - ）は、アメリカ合衆国の歌手。
ディスコミュージックでの活躍で知られ、「恋のサバイバル」、「I Am What I Am」など数々のゲイ・アンセムを生み出した。

## 経歴
1943年米国ニュージャージー州生まれ。8歳の時に聴いたフランキー・ライモンの歌に刺激を受け、10歳でプロ歌手を志す。
1967年カナダでプロ活動を始める。後に地元のクラブで歌ったり、シティ・ライフという自分のグループを結成して活動。
1971年、ソウル・サティスフィアーズとともに活動。1974年にデビュー。同年には「ネバー・キャン・セイ・グッドバイ」（1974年、Hot 100最高9位）がヒット。
グラミー賞“最優秀ディスコ・レコーディング賞”を受賞した「I Will Survive」（1979年、Billboard Hot 100 1位、RIAA公認プラチナム）は、1978年10月のリリースからわずか2年で全世界で1400万枚以上のセールスを記録し、後にアメリカ議会図書館の全米録音資料登録簿に登録された。
1983年の「I Am What I Am」はヨーロッパ全土でトップ40ヒットとなり、ゲイ・アンセムとして人気を得た。
2021年、カイリー・ミノーグとのコラボレーション・シングル「Can't Stop Writing Songs About You」を発表。

## ディスコグラフィ
- Never Can Say Goodbye (1975)
- Experience Gloria Gaynor (1975)
- I've Got You (1976)
- Glorious (Gloria Gaynor album)|Glorious (1977)
- Gloria Gaynor's Park Avenue Sound (1978)
- Love Tracks (Gloria Gaynor album)|Love Tracks (1978)
- I Have a Right (1979)
- Stories (Gloria Gaynor album)|Stories (1980)
- I Kinda Like Me (1981)
- Gloria Gaynor (album)|Gloria Gaynor (1982)
- I Am Gloria Gaynor (1984)
- The Power of Gloria Gaynor (1986)

- ネバー・キャン・セイ・グッドバイ（英語版）（1975年）
- エクスペリエンス・グロリア・ゲイナー（英語版）（1975年）
- アイヴ・ガット・ユー（英語版）（1976年）
- グロリアス（英語版）（1977年）
- グロリア・ゲイナーズ・パーク・アベニュー・サウンド（英語版）（1978年）
- ラブ・トラックス（英語版）（1978年）
- アイ・ハブ・ア・ライト（英語版）（1979年）
- ストーリーズ（英語版）（1980年）
- アイ・カインド・ライク・ミー（英語版）（1981年）
- グロリア・ゲイナー（英語版）（1982年）
- アイ・アム・グロリア・ゲイナー（英語版）（1984年）
- ザ・パワー・オブ・グロリア・ゲイナー（英語版）（1986年）
- ジ・アンサー（1997年）
- アイ・ウィッシュ・ユー・ラヴ （2002年）